# Tye (nome)
Tye  è un nome proprio di persona inglese maschile.

## Origine e diffusione
Il prenome deriva da un cognome di origine anglosassone, il cui significato è quello di "pascolo". Questo cognome si ritrova dapprima a Nottingham e, in seguito, a Mousehole, in Cornovaglia, ed era noto già prima della conquista normanna.
Tye non rientra tra i prenomi particolarmente diffusi.

## Onomastico
Trattandosi di un nome adespota, ovvero non portato da alcun santo, l'onomastico può essere pertanto festeggiato il 1º novembre, giorno di Ognissanti.

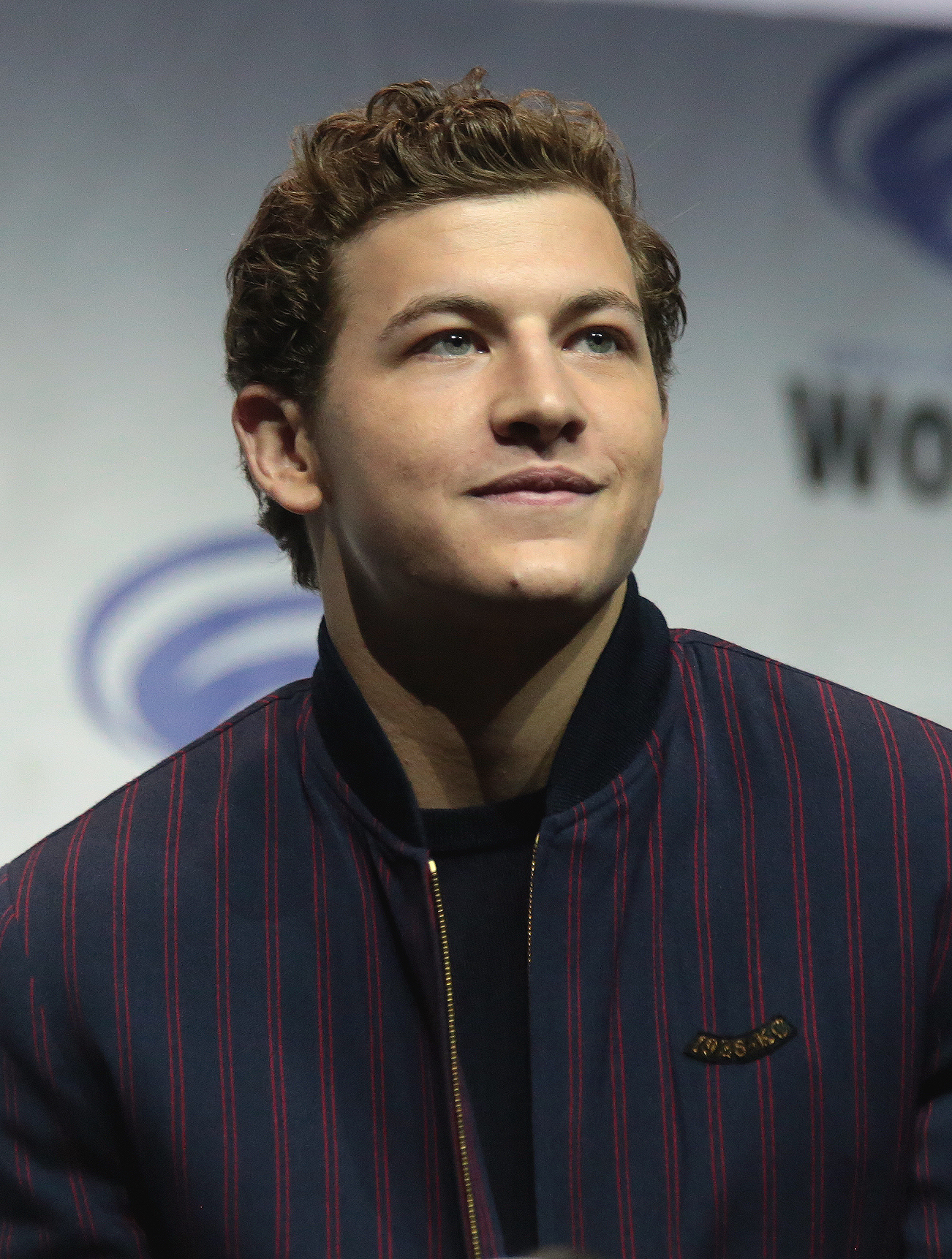
Tye Sheridan

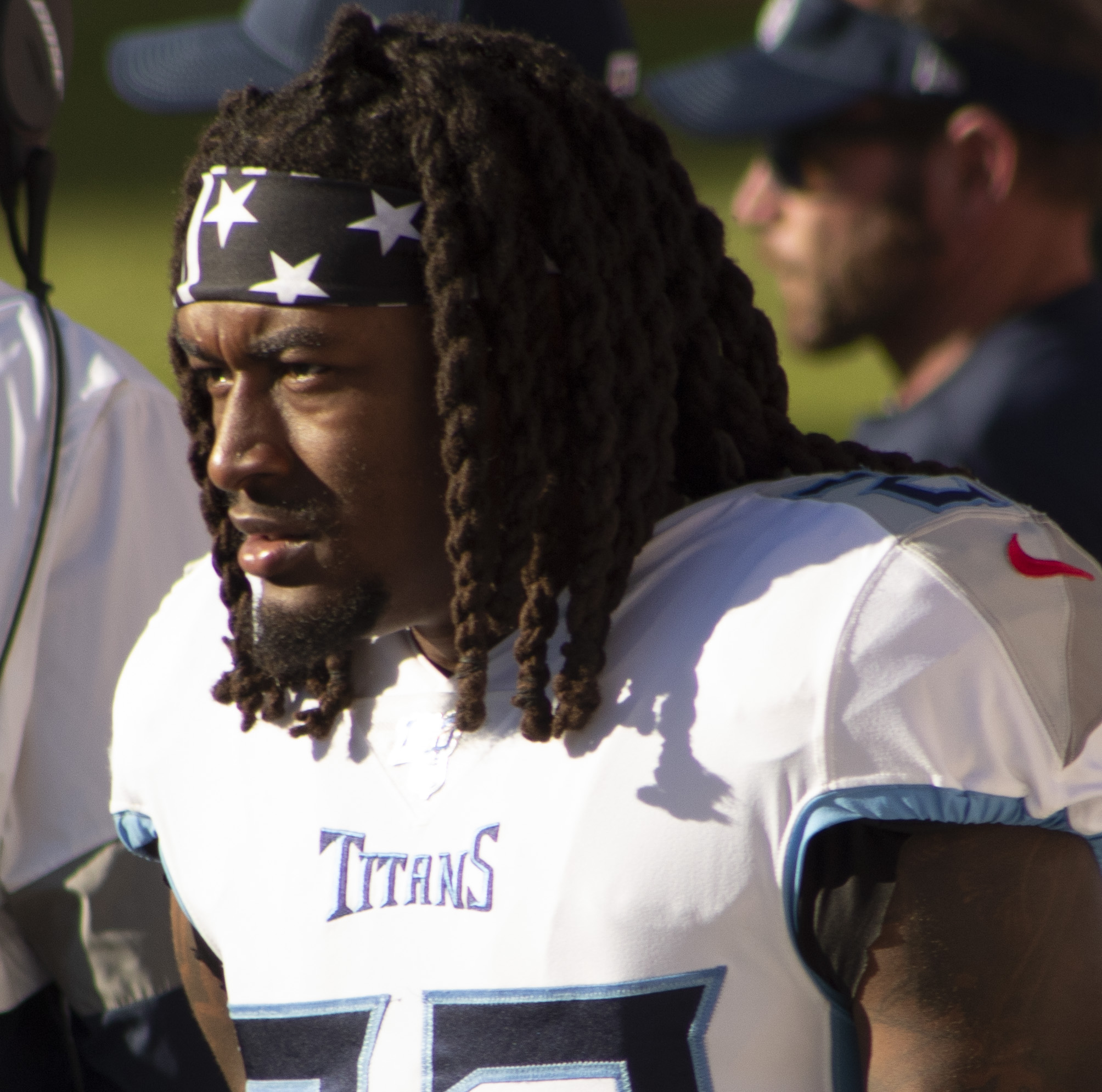
Tye Smith

## Persone
- Tye Fields, pugile statunitense
- Tye Harvey, artista statunitense
- Tye Olson, attore e modello statunitense
- Tye Sheridan, attore statunitense
- Tye Smith, giocatore di football americano statunitense